# Besania
Besania è un genere di pesci ossei estinto, appartenente ai luganoiiformi. Visse nel Triassico medio (circa 244 - 240 milioni di anni fa) e i suoi resti fossili sono stati ritrovati in Europa.

## Descrizione
Questo pesce era di piccole dimensioni e non superava la lunghezza di dieci centimetri. Era dotato di un corpo allungato e di scaglie alte nella zona dei fianchi, più alte di quelle dell'assai simile Luganoia. La bocca di Besania era molto piccola e posta in posizione molto anteriore, ed era dotata di denti piccoli e deboli. Le scaglie erano spesse e ricoperte di ganoina, e di forma romboidale. Al contrario di Luganoia, Besania era dotato di ossa del cranio completamente lisce e le ossa parietali erano molto strette. 

## Classificazione
Il genere Besania venne descritto per la prima volta nel 1939 da Brough, sulla base di resti fossili ritrovati a Besano, in Italia. La specie tipo è Besania micrognathus. Un'altra specie, B. schaufelbergerae, è stata ritrovata nella formazione Prosanto in Svizzera. Sembra che Besania e l'affine Luganoia fossero vicini all'origine degli Halecostomi, nel piccolo ordine dei Luganoiiformes.